# Guayas Fútbol Club
El Guayas Fútbol Club es un club de fútbol profesional ecuatoriano originario de la ciudad de Guayaquil, provincia del Guayas. Fue fundado el 20 de diciembre de 2015, luego de comprarle la franquicia al Valdez Sporting Club, originario del cantón Milagro. Actualmente juega en la Segunda Categoría del Guayas.
Está afiliado a la Asociación de Fútbol del Guayas. 

## Estadio
El Estadio "Pablo Sandiford" de la ciudad de Durán, es la sede principal de este equipo profesional, ubicado en el km. 1 ½ Vía Durán-Tambo y Av. Roberto Borrero Elizalde, éste es el escenario emblemático donde los fines de semana se llena de algarabía, las personas iban llenos de alegría por disfrutar ver ganar al equipo de la ciudad, como era el Ferroviarios ahora verán al Valdez S.C. en su lucha por ascender.